# Milchlinge

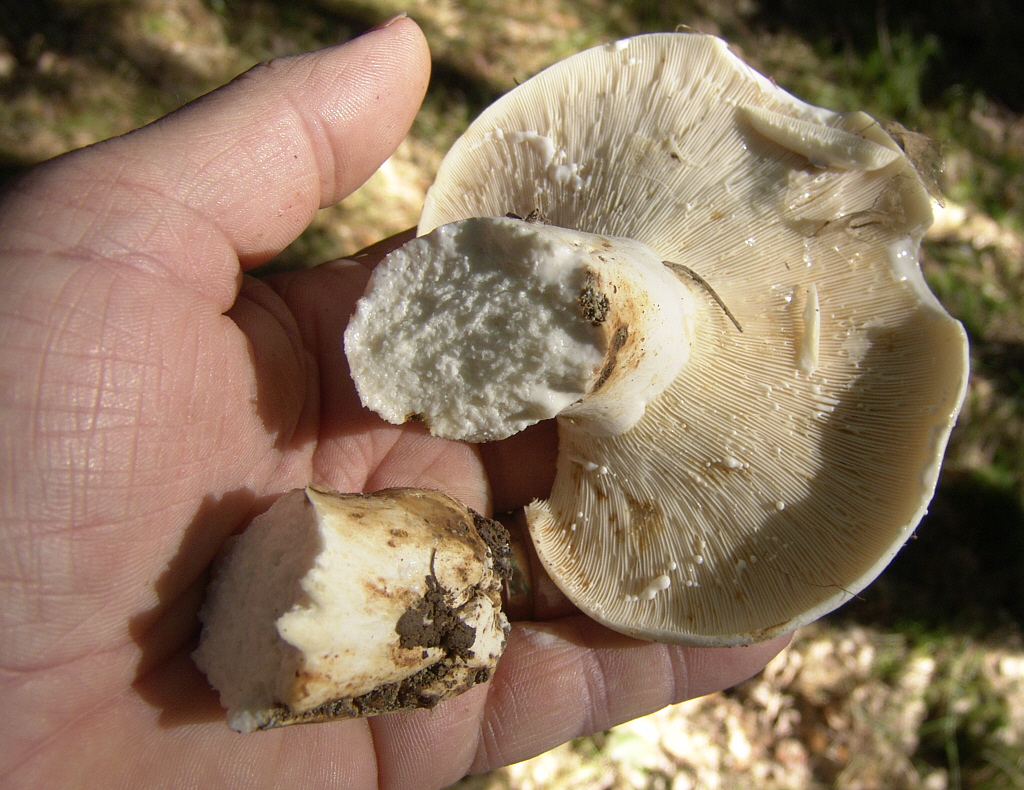
Ein wichtiges Unterscheidungsmerkmal, um Milchlinge und Täublinge von anderen Pilzarten zu unterscheiden, ist der Stiel. Dieser lässt sich bei Milchlingen und Täublingen wie Apfelfleisch brechen. (Bild: Wolliger Milchling)

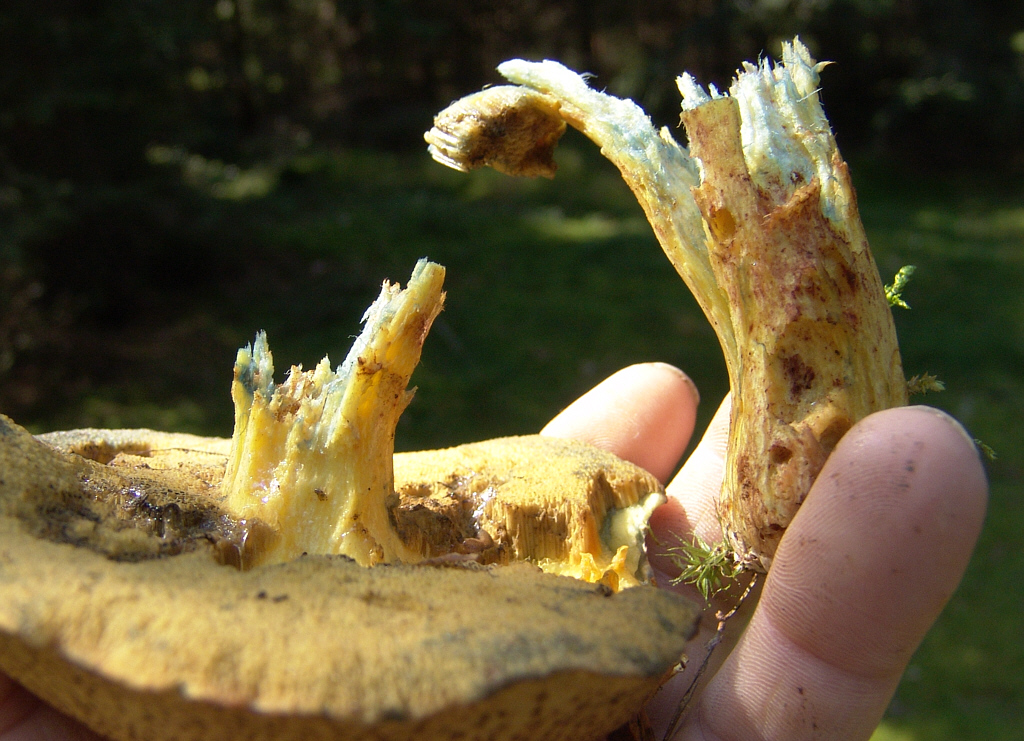
Der Stiel der meisten anderen Pilzarten lässt sich dagegen nur faserig zerteilen. (Bild: Sandröhrling)

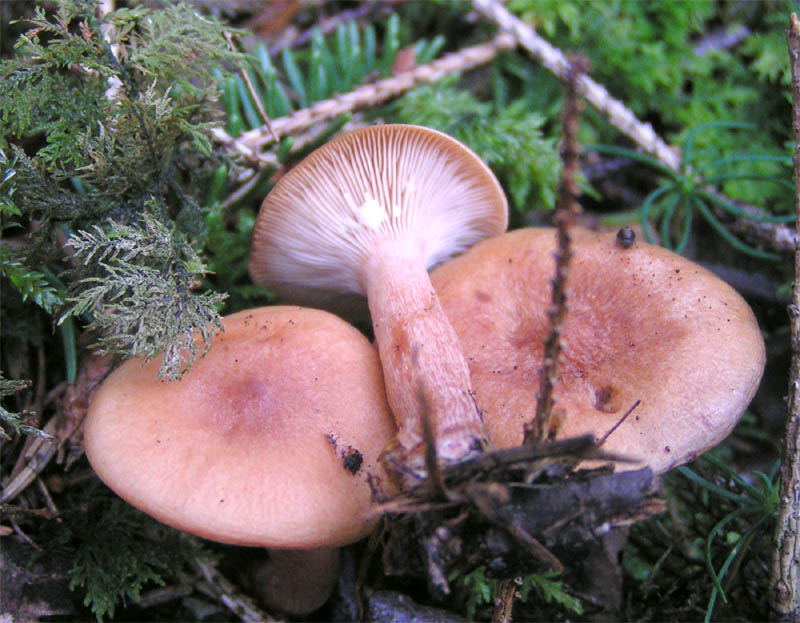
Orangebrauner Milchling (Lactarius aurantiofulvus)

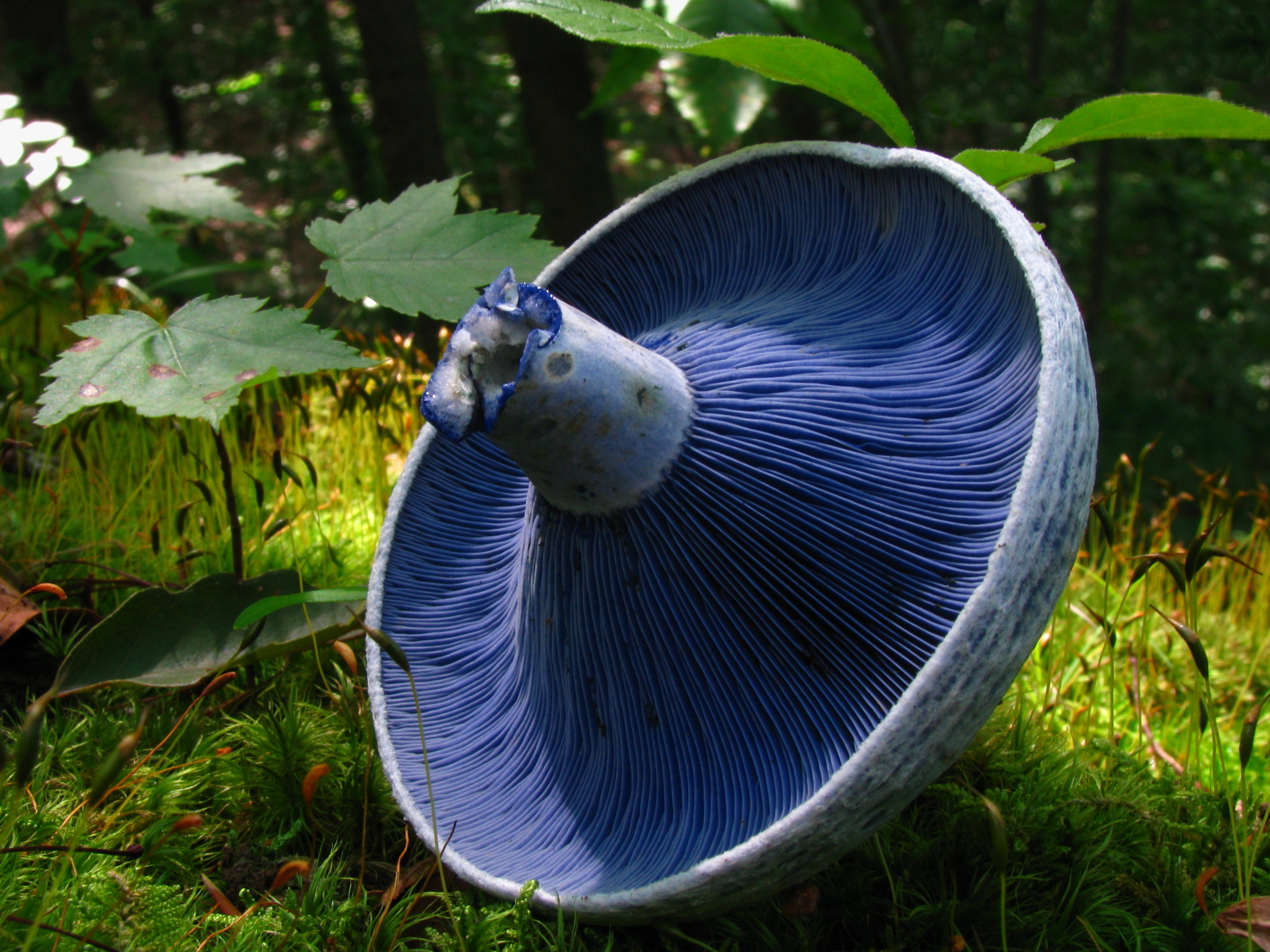
Indigoreizker (Lactarius indigo)

Die Milchlinge (Lactarius) sind eine artenreiche Gattung von Pilzen aus der Familie der Täublingsverwandten. Während früher alle Arten der Täublingsverwandten mit milchendem Fleisch in diese Gattung gestellt wurden, werden einige Arten aufgrund molekulargenetischer Untersuchungen heute zur Gattung Lactifluus gezählt.

## Merkmale
Die Milchlinge bilden in der Regel mittelgroße, zentral gestielte Fruchtkörper, mit konvexem bis trichterförmigem Hut. Die Oberfläche der Huthaut kann kahl oder flaumig, trocken, klebrig oder schleimig sein, oft ist die Hutoberfläche gezont. Der Hutrand kann gerade oder eingerollt sein. Die dichtstehenden, meist dicklichen Lamellen sind elastisch bis etwas brüchig, sind gerade bis bogig angewachsen oder am Stiel herablaufend. In Stielnähe können sie gegabelt oder durch Anastomosen verbunden sein. Zwischen den Lamellen befinden sich viele Zwischenlamellen. Ein Ring ist am Stiel nicht ausgebildet. Das weiche bis harte, immer charakteristisch apfelartig brechende Trama (Fleisch) besteht aus Hyphen, Sphaerozysten und den milchsaftführenden Hyphen (Laticiferen). Der für die Gattung charakteristische, bei Verletzungen austretende Saft („Milch“) kann wässrig klar, weiß oder farbig sein, er kann mild oder scharf schmecken. Geschmack und Farbe des Milchsaftes sowie seine Farbveränderung an der Luft sind wichtige Merkmale, die zur Artbestimmung genutzt werden.
Das Sporenpulver ist weiß bis tief ocker, in einigen Fällen auch rosa gefärbt. Die Sporen sind warzig bis stachelig ornamentiert, das Ornament ist amyloid (mit Jod anfärbbar). Die Sporenform ist gedrungen elliptisch.

## Ökologie
Die Milchlinge leben in Ektomykorrhiza mit Laub- oder Nadelgehölzen.

## Verbreitung
Die Milchlinge sind in der temperaten Zone der Holarktis verbreitet.

## Bedeutung
Einige Arten der Milchlinge, insbesondere rot milchenden Arten (Reizker), sind beliebte Speisepilze. Stark giftige Arten gibt es unter den Milchlingen nicht, allerdings können die scharf schmeckenden Arten zu gastrointestinalen Intoxikationen führen. Insbesondere in Osteuropa und Asien werden, teilweise nach entsprechender Vorbehandlung, auch Arten mit scharf schmeckender Milch gegessen. Milchlinge müssen hitzebehandelt werden, da unzureichend gegarte Pilze Vergiftungen hervorrufen können.

## Systematik
Die Gattung der Milchlinge umfasst weltweit weit über 500, in Mitteleuropa über 130 Arten. Die folgende Unterteilung nach Sektionen richtet sich nach Bon (1988), andere Einteilungen sind möglich.
- Sektion Dapetes (Deliciosi)

Die Edel- oder Blutreizker haben von Anfang an eine rötliche, bei nordamerikanischen Arten auch bläulich gefärbte Milch. Der Geschmack ist meist mild, manchmal auch unangenehm oder bitter, das Sporenpulver ist weiß. Gewöhnlich dienen nur Nadelbäume als Mykorrhizapartner. rDNA-Analysen zeigen, dass auch der Lärchen-Reizker in diese Gruppe gehört, obwohl er eine unveränderlich weiße Milch hat.
Rotorange milchende Arten
- - Edel-Reizker, Edler Kiefernreizer (Lactarius deliciosus)
  - Spangrüner Kiefern-Reizker, Spangrünverfärbender Kiefernreizker (Lactarius semisanguifluus)
  - Weinroter Kiefern-Reizker (Lactarius sanguifluus)
  - Fichten-Reizker (Lactarius deterrimus)
  - Lachs-Reizker (Lactarius salmonicolor)
  - Wechselblauer Edel-Reizker (Lactarius quieticolor syn. Lactarius hemicyaneus)

Blau milchende Arten
- - Indigo-Reizker (Lactarius indigo)
  - Blaumilchender Reizker (Lactarius hemicyaneus)

Weiß milchende Arten
- - Lärchen-Reizker (Lactarius porninsis)

- Sektion Zonarii

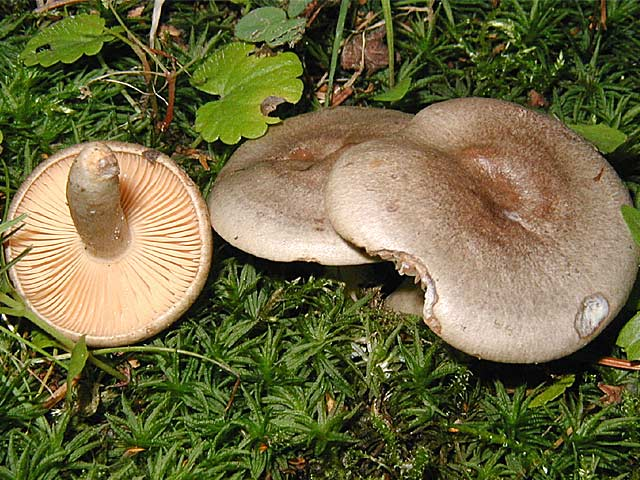
Der Hasel-Milchling (Lactarius pyrogalus) ist die Typusart der Sektion Pyrogali

Die Vertreter der Sektion haben schmierige und etwas klebrige Hüte, die mehr oder weniger gezont sind. Die Hutfarbe ist gelb, ocker, gelbbraun oder rosa. Die Milch ist weiß und verfärbt sich nicht, auch das Sporenpulver ist weiß. Die Milchlinge schmecken (oft auch erst nach einer Weile, dann aber deutlich!) bitter. Die Zonarii sind ungenießbar oder schwach giftig.
- - Schöner Zonen-Milchling (Lactarius zonarius)
  - Queradriger Milchling (Lactarius acerrimus)
  - Rosascheckiger Milchling (Lactarius controversus)
  - Montaner Zonen-Milchling (Lactarius zonarioides syn. Lactarius bresadolanus)
- Sektion Tricholomoidei

Milchlinge mit fransigem, zottigem oder wolligem Hutrand und stets weißer Milch werden in dieser Sektion zusammengefasst. Bei einigen Arten kann die Milch an der Luft deutlich gilben. Alle Arten sind ungenießbar oder schwach giftig.
- - Birken-Reizker (Lactarius torminosus)
  - Flaumiger Birken-Milchling (Lactarius pubescens)
  - Braunzottiger Milchling (Lactarius mairei)
  - Grubiger Milchling (Lactarius scrobiculatus)
  - Fransen-Milchling (Lactarius citriolens)
  - Wimpern-Milchling (Lactarius resimus)
  - Blassgelber Zotten-Milchling (Lactarius tuomikoskii)
- Sektion Pyrogali

 Die Vertreter der Sektion haben feuchte, schmierige oder klebrige Hüte. Ihre Milch ist im Normalfall weiß und verfärbt sich nicht. Beim Eintrocknen hinterlässt die Milch keine Flecken auf den Lamellen, gelegentlich kann aber eine Gilbung oder Grünlichfärbung auftreten. Alle Arten sind ungenießbar oder giftig.
- - Falber Milchling (Lactarius pallidus)
  - Heide-Milchling (Lactarius musteus)
  - Kuhroter Milchling (Lactarius hysginus syn. Lactarius curtus)
  - Hasel-Milchling (Lactarius pyrogalus syn. Lactarius hortensis)
  - Gebänderter Hainbuchen-Milchling (Lactarius circellatus)
  - Rosagezonter Milchling (Lactarius flexuosus var. roseozonatus syn. Lactarius roseozonatus)
  - Verbogener Milchling (Lactarius flexuosus)
  - Nordischer Milchling (Lactarius trivialis)
  - Graublasser Milchling (Lactarius albocarneus)
  - Verhexter Milchling (Lactarius fascinans)
- Sektion Vieti

Die Vertreter der Sektion haben schleimig klebrige Hüte. Ihre Milch wird an der Luft grau oder braun und verfärbt beim Eintrocknen die Lamellen. Alle Arten sind ungenießbar.
- - Graufleckender Milchling (Lactarius vietus)
  - Graugrüner Milchling (Lactarius blennius)
  - Braunfleckender Milchling (Lactarius fluens)
  - Olivbrauner Milchling (Lactarius turpis, syn. Lactarius plumbeus)
- Sektion Uvidi

Die Veilchen-Milchlinge haben eine an der Luft violett verfärbende Milch. Der Hut ist schleimig bis klebrig. Alle Arten sind ungenießbar.
- - Klebriger Violett-Milchling (Lactarius uvidus)
  - Gezonter Violett-Milchling (Lactarius violascens)
  - Hellgelber Violett-Milchling (Lactarius flavidus)
  - Blasser Violett-Milchling (Lactarius aspideus)
  - Zottiger Violett-Milchling (Lactarius repraesentaneus)
- Sektion Colorati

Die Vertreter der Sektion haben mehr oder weniger filzige (nicht schmierige) Hüte. Die Milch ist spärlich und/oder wässrig. Als Speisepilze sind sie bedeutungslos, der Bruchreizker gilt als giftig.
- - Bruch-Reizker (Lactarius helvus)
  - Blasser Kokosflocken-Milchling (Lactarius glyciosmus)
  - Dunkler Kokosflocken-Milchling (Lactarius mammosus, syn. Lactarius fuscus)
  - Lila Milchling (Lactarius lilacinus)
  - Schüppchen-Milchling (Lactarius spinosulus)
- Sektion Rufi

Die Vertreter der Sektion haben eine bereifte bis flaumige Huthaut. Ihre Milch ist weiß und fließt reichlich. Das Fleisch ist geruchlos oder hat nur einen unauffälligen Geruch. Alle Arten sind ungenießbar.
- - Rotbrauner Milchling (Lactarius rufus)
  - Oranger Gebirgs-Milchling (Lactarius alpinus)
- Sektion Subdulces

Ihre Hutoberfläche ist stumpf oder glatt und trüb rotbraun bis blassbraun gefärbt. Die Milch verfärbt sich auch auf einem weißen Tuch nicht.
- - Süßlicher Milchling (Lactarius subdulcis)
  - Eichen-Milchling (Lactarius quietus)
- Sektion Mitissimi

Ähneln stark den Vertretern der Sektion Subdulces, aber ihre Hüte sind kräftiger orange gefärbt. Die milden Arten der Sektion sind essbar.
- - Orangebrauner Milchling (Lactarius aurantiofulvus)
  - Milder Milchling (Lactarius aurantiacus)
  - Orangefuchsiger Milchling (Lactarius fulvissimus)
  - Rotgegürtelter Runzel-Milchling (Lactarius rubrocinctus, syn. Lactarius tithymalinus)
- Sektion Tabidi

Die Vertreter haben einen glatten Hut. Ihre Milch gilbt an der Luft, was man am besten auf einem weißen Tuch erkennen kann. Die milden Arten sind essbar.
- - Goldflüssiger Milchling (Lactarius chrysorrheus)
  - Ungezonter Schwefel-Milchling (Lactarius decipiens)
  - Pfützen-Milchling (Lactarius lacunarum)
  - Leberbrauner Milchling (Lactarius hepaticus)
  - Braunroter Milchling (Lactarius badiosanguineus)
  - Torfmoos-Milchling (Lactarius sphagneti)
  - Flatter-Milchling (Lactarius tabidus syn. Lactarius theiogalus)

- Sektion Plinthogali  (Fuliginosi)

Die Korallenmilchlinge haben eine weiße Milch, die sich an der Luft rosa oder rötlich braun verfärbt. Ihre Hüte sind milchkaffebraun, braun bis rußig schwarzbraun. Die Hutdeckschicht ist palisadenförmig, sodass ihre ungezonte Hutoberfläche feinsamtig erscheint. Das Sporenpulver ist ocker. Alle mild schmeckenden Arten sind essbar.
- - Rosaanlaufender Milchling (Lactarius acris)
  - Rußfarbener Milchling (Lactarius fuliginosus)
  - Dunkler Korallen-Milchling (Lactarius romagnesii)
  - Pechschwarzer Milchling (Lactarius picinus)
  - Mohrenkopf-Milchling (Lactarius lignyotus)
  - Scharfer Korallen-Milchling (Lactarius pterosporus)
  - Heller Korallen-Milchling (Lactarius ruginosus)
  - Rauchfarbener Milchling (Lactarius azonites)
- Sektion Olentes

In der Sektion werden dünnfleischige Arten mit matter, unebener Hutoberfläche und ungerieftem Rand vereint. Die Milch ist wässrig und der Geruch auffällig stark. Die Sporen sind mehr oder weniger kugelig und das Sporenpulver cremeocker gefärbt. Die milden Arten sind essbar.
- - Kampfer-Milchling (Lactarius camphoratus)
  - Runzeliger Zwerg-Milchling (Lactarius rostratus syn. Lactarius cremor)
  - Wässriger Milchling (Lactarius serifluus syn. Lactarius subumbonatus)
  - Atlantischer Milchling (Lactarius atlanticus)
- Sektion Obscurati

Bei den Vertretern der Sektion handelt es sich um kleine Milchlinge mit ein bis drei Zentimeter breiten Hüten mit gerieftem Rand. Der Geruch ist unauffällig. Die Milch ist spärlich oder trocknet rasch ein. Das Sporenpulver ist weiß, die Sporen deutlich länger als breit. Die Vertreter der Sektion sind als Speisepilze bedeutungslos.
- - Olivbrauner Erlen-Milchling (Lactarius obscuratus)
  - Moos-Milchling (Lactarius omphaliformis)
  - Großsporiger Erlen-Milchling (Lactarius cyathuliformis syn. Lactarius obscuratus)

### Lactifluus
2010 wurde anhand molekulargenetischer Untersuchungen festgestellt, dass die Gattung Lactarius im weiten Sinn paraphyletisch war und zwei eigenständige Linien umfasste. Die Beibehaltung des Namens Lactarius für die größere dieser beiden Gattungen wurde aus praktischen Gründen vorgeschlagen, weil so die Umbenennung wenigerer Arten erforderlich war. Eigentlich hätte der Name Lactifluus nomenklatorische Priorität gehabt; er wurde stattdessen für die kleinere Gattung mit hauptsächlich tropischen Arten vorgeschlagen.
Mit den Sektionen Volemi, Pseudoalbati und Albati wurden einige bekannte Milchlinge wie der Brätling oder der Wollige Milchling in die Gattung Lactifluus überführt.